# رادئون سری آرایکس۳۰۰
رادئون سری آرایکس۳۰۰ (انگلیسی: Radeon Rx 300 series) مجموعه کارت‌های گرافیک منتسب به شرکت ای‌ام‌دی از زیرمجموعه رادئون است. تمام محصولات این سری بر پایهٔ فناوری ۲۸ نانومتری ساخته و از معماری گرافیک کر نکست استفاده می‌نمایند.